# Thảo Quyên
Thảo Quyên là một nghệ sĩ ưu tú nổi tiếng trong lĩnh vực sân khấu chèo, hiện đang công tác tại Nhà hát Chèo Hà Nội. Sinh ra trên quê hương của nghệ thuật chèo và hát xẩm Yên Mô (Ninh Bình), NSƯT Thảo Quyên tham gia hoạt động nghệ thuật liên tục từ năm 17 tuổi đến nay với nhiều thành công và đã được Nhà nước Việt Nam phong tặng danh hiệu Nghệ sĩ ưu tú năm 2015.

## Tiểu sử
NSƯT Thảo Quyên có tên đầy đủ là Nguyễn Thị Quyên, sinh năm 1977 tại xã Khánh Thượng, huyện Yên Mô, tỉnh Ninh Bình trong một gia đình không có ai hoạt động nghệ thuật.  Ông nội của NSUT Thảo Quyên là bộ đội thời kỳ kháng chiến chống Pháp, cha là bộ đội kháng chiến chống Mỹ trở về từ chiến trường Khe Sanh, Quảng Trị thì vết thương chiến trường tái phát, khi mất được Nhà nước công nhận là liệt sĩ.
Gia đình Thảo Quyên có 5 anh chị em. Cô lập gia đình năm 2009, chồng cô làm kinh doanh nhưng anh rất hiểu vợ, luôn ủng hộ, động viên cô theo đuổi đam mê với nghệ thuật chèo.

## Hoạt động nghệ thuật

### Tại Đoàn chèo Ninh Bình
Sinh ra và lớn lên tại nôi chèo Yên Mô – Ninh Bình, nơi có các nghệ sĩ nổi danh làng chèo Việt Nam như: NSND Thúy Ngần, NSND Mai Thủy, Nghệ nhân - NSƯT Hà Thị Cầu, cả tuổi thơ NSƯT Thảo Quyên đã gắn bó thân thuộc với những làn điệu chèo qua lời hát ru của bà, của mẹ. Ngay từ nhỏ, Thảo Quyên đã thích làm thơ, và sớm bộc lộ năng khiếu múa hát. 
Năm 1994, khi còn đang học Trung học phổ thông Yên Mô A, với chất giọng thiên phú, Thảo Quyên đã được Đoàn nghệ thuật chèo Ninh Bình - nay là Nhà hát Chèo Ninh Bình tuyển dụng. Ngay sau đó Thảo Quyên được nhà hát cử đi học nghệ thuật chèo tại trường Đại học Sân khấu – Điện ảnh Hà Nội.
Lần đầu tiên cùng Đoàn nghệ thuật Chèo Ninh Bình tham dự hội diễn chuyên nghiệp, Thảo Quyên đã đoạt Huy chương Vàng cho vai diễn của vở kịch "Em về đâu", đồng thời giành giải thưởng Trương Hán Siêu của tỉnh Ninh Bình.  Năm 1997, sau khi hoàn thành khóa học, Thảo Quyên tiếp tục trở về Nhà hát Chèo Ninh Bình.  

### Tại Nhà hát chèo Hà Nội
Đến năm 2001, Thảo Quyên chuyển sang đầu quân cho Nhà hát Chèo Hà Nội lúc đó có tên gọi là Đoàn chèo Hà Nội. Tại đây, Thảo Quyên lần lượt được giao đóng các vai diễn như: Thúy Kiều trong vở chèo Kim Vân Kiều, Mỵ Châu trong vở Hận Thành Loa, Giáng Kiều trong vở Tú Uyên Giáng Kiều,.. 
Huy chương thứ hai của Thảo Quyên là Huy chương vàng Hội diễn sân khấu chuyên nghiệp về về tài hiện đại tại Thái Bình năm 2011 trong vai Vân trong vở Chuyện tình người mất tích. Vở diễn do tác giả Nguyễn Đăng Chương viết kịch bản, NSND Thúy Mùi đạo diễn, ca ngợi phẩm chất Bộ đội Cụ Hồ, lòng nhân ái, thủy chung của người phụ nữ Việt Nam.
Cuộc thi Tài năng sân khấu trẻ sau đó Thảo Quyên đoạt giải ba với vai Xúy Vân trong trích đoạn chèo Xúy Vân giả dại và huy chương bạc vai Trưng Nhị trong vở chèo Vương nữ Mê Linh - vở chèo giành Huy chương vàng tại cuộc thi nghệ thuật sân khấu chèo toàn quốc 2013.
Tại nhà hát Chèo Hà Nội, NSƯT Thảo Quyên nhận được sự giúp đỡ từ các nghệ sĩ gạo cội thế hệ trước như: NSND Thúy Mùi, NSND Quốc Anh, NSND Quốc Chiêm,... NSƯT Thảo Quyên luôn nỗ lực hết mình trong hoạt động nghệ thuật và gặt hái nhiều thành công.

### Bảo tồn nghệ thuật truyền thống
Bên cạnh lĩnh vực hoạt động chính là nghệ thuật sân khấu chèo, NSƯT Thảo Quyên cũng tham gia các hoạt động bảo tồn nghệ thuật truyền thống khác như: tham gia các giá hầu đồng, hát văn, hát xẩm và dân ca. Điển hình như tham gia chương trình “Hà Nội đêm thứ 7” từ năm 2017 với chương trình Diễn xướng hầu đồng 12 giá và giá hầu đồng Cô Đôi Thượng Ngàn.
NSƯT Thảo Quyên cũng những sáng tác các làn điệu hát chèo, hát xẩm, hát văn về quê hương Ninh Bình và góp phần tham gia thực hiện đề án khôi phục, bảo tồn và phát triển nghệ thuật hát Xẩm truyền thống. Năm 2022, Nghệ thuật hát Xẩm ở Yên Mô, Ninh Bình đã trở thành di sản văn hóa phi vật thể quốc gia.

## Thành tích

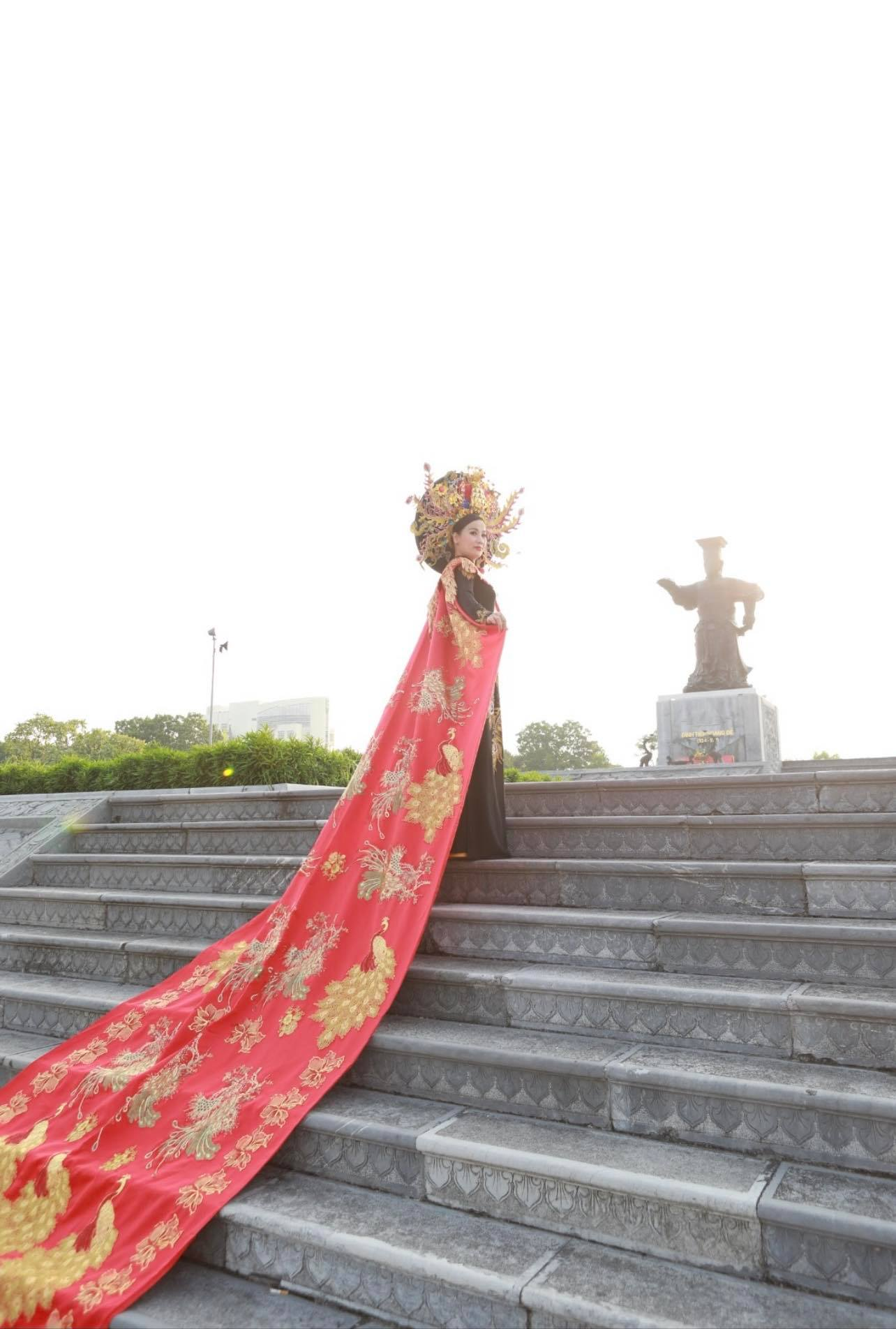
Thảo Quyên tại Quảng trường Đinh Tiên Hoàng Đế, Ninh Bình 2019

Hơn 25 năm theo đuổi nghệ thuật chèo, Nghệ sĩ ưu tú Thảo Quyên đã giành 02 huy chương Vàng, 03 huy chương Bạc, tạo dựng được hình ảnh nghệ sĩ hát chèo đậm nét trong các vai: 
- Nhân vật Tuấn trong vở "Em về đâu":  Huy chương vàng
- Nhân vật Tấm trong "Tấm Cám".
- Nhân vật Mỵ Châu trong “Mỵ Châu-Trọng Thủy”,
- Nhân vật Vân trong “Chuyện tình người mất tích”: Huy chương vàng,
- Nhân vật Trưng Nhị trong “Vương nữ Mê Linh”: Huy chương bạc,
- Nhân vật Xúy Vân trong trịch đoạn chèo "Xúy Vân giả dại": Đạt giải ba,
- Nhân vật Thúy Kiều trong “Kim Vân Kiều”,
- Nhân vật Giáng Hương trong vở chèo Từ Thức,...
- Nhân vật Hương trong vở "Chuyện tình sinh viên".

## Sáng tác về Ninh Bình
Năm 2019, NSƯT Thảo Quyên đã giới thiệu đến khán giả 10 MV chèo do chính cô soạn lời. Những MV này đều viết về quê hương Ninh Bình, mỗi MV cô viết về một huyện, xã. Có thể kể đến các MV chèo về các huyện: Yên Mô, Kim Sơn, Nho Quan, Gia Viễn, Yên Khánh, Tam Điệp, Ninh Bình như: 
- “Hát về non nước Ninh Bình”,
- "Ninh Bình sơn thủy hữu tình"
- “Ân tình Gia Viễn”,
- “Ký ức Yên Mô”,
- “Kim Sơn biển hát”,
- “Sắc hương Tam Điệp”,
- “Nho Quan khúc hát thanh bình”,
- "Yên Khánh bức tranh mùa về”